# Nellys Palomo
Nellys Palomo Sánchez  (Montería, Colombia, 26 de enero de 1957 –  Ciudad de México 9 de junio de 2009). Feminista, psicoterapeuta, fundadora del Partido Revolucionario de los Trabajadores (PRT) y de la organización K´inal Antsetik.

## Trabajo
Integrante del grupo fundador del Partido Revolucionario de los Trabajadores (PRT), al cual se incorporó a fines de los años 70 en México, participando en su dirección política durante muchos años. Su contribución, influencia y presencia en el desarrollo del pensamiento feminista fue fundamental en el PRT. Fue integrante del equipo histórico de mujeres de la Comisión de Mujeres del PRT, que se reunió desde 1976. Representó al PRT ante el Comité Internacional de la IV Internacional.
Desde Convergencia Socialista fue directora de la revista Desde los 4 Puntos, fundada en 1997, y parte del Consejo Editorial de  Cuadernos feministas, donde también fue autora de múltiples textos.
Después del terremoto del 1985, participó en el movimiento de damnificados en la Ciudad de México, impulsando el trabajo para la concientización feminista y de organización de las mujeres en el Movimiento Urbano Popular (MUP). Desarrolló una experiencia fundamental a través de las herramientas de la educación popular.
Maestra y formadora en su vinculación con las mujeres indígenas en el estado de Chiapas, entidad donde vivió durante muchos años, que la llevó a desarrollar un trabajo que consolidó con la fundación de la organización Kinal Antzetik (Tierra de Mujeres en lengua tseltal); organización sin fines de lucro formada en diciembre de 1991 y constituida legalmente en 1995, que nace a partir de la asesoría a la cooperativa de mujeres artesanas J’Pas Joloviletik (las que hacen tejidos, en lengua tsotsil), creada en 1991.
Asesora de la Coordinación Nacional de Mujeres Indígenas de México y enlace continental de mujeres indígenas (América Latina), y consultora en resolución de manejo de conflictos para Centroamérica y México.
Como psicoterapeuta, fue integrante fundadora de “Corazonar”, organización que desde hace tres años busca abrir espacios hacia la Reconciliación y la cultura del buen trato
Entre otras actividades encontramos que participó como Coordinadora del área de Kinal Antzetik en D.F. Asesora de la Coordinación nacional de mujeres indígenas de México y enlace continental de mujeres indígenas (América Latina), Consultora en resolución de y manejo de conflictos para Centroamérica y México, Coordinadora

## Publicaciones
La maternidad una propuesta de visón integral, Nellys Palomo, Partido revolucionario de los trabajadores (PRT) México, D.F., 1992
Las Alzadauna coedición de CIMAC y Convergencia Socialista, sobre la participación de las mujeres en el levantamiento zapatista de 1994-1998
Las mujeres indígenas: surgimiento de una identidad colectiva insurgente.  
Compilación acerca de la participación de las mujeres indígenas en el movimiento zapatistas
Por una política ética de convivencia: Construyendo valores de equidad. Prontuario Ético mimeo 2006